# Evropská silnice E92
Mezinárodní silnice E92 je evropská silnice, která vede napříč Řeckem od jónského k egejskému pobřeží. Je dlouhá 350 km, přičemž značnou část trasy sdílí se silnicí E90 vedenou po dálnici A2. Zbytek je veden převážně po rychlostní silnici EO6.

## Trasa
Řecko
- Igumenica (E55, E90→) – Ioannina (E853, E951) – Metsovo – (→E90)
- EO6 – Panagia – Kalambaka – Trikala – Larisa (E65) – Nikea
- E75→ – Velestino (→E75)
- EO6 – Volos